# Byrsia aurantiaca
Byrsia aurantiaca là một loài bướm đêm thuộc phân họ Arctiinae, họ Erebidae. Loài này có ở Malacca, Borneo và Sumatra.